# Dream Lover
Dream Lover (рус. Любовница Мечты) — песня, записанная американским певцом Бобби Дарином 5 марта 1959 года. Песня является своеобразной эмоциональной рок-композицией. Песня продала несколько миллионов копий и достигла #2 в музыкальных хит-парадах США и #1 в Великобритании. Песня была выпущена синглом под лейблом «Atco Records» в 1959 году. В сочетании с ведущим вокалом Дарина, песню исполнил на фортепиано известный пианист Нил Седака .
Песня также фигурирует в фильме «Горячие головы» (в главной роли — Чарли Шин), в эпизоде, где Шин выполняет несколько трюков на мотоцикле, пытаясь впечатлить девушку. Песня была также использована в фильме Майкла Эптеда — «Stardust» (1974) и в дебютном фильме Барри Левинсона — «Обед» (1982).

## Кавер-версии
- Кавер-версию песни американской группа Парижские сёстры (англ. The Paris Sisters) в 1964 году. Их версия включена звучит в экспериментальном короткометражном фильму 1965 года — «Kustom Kar Kommandos» продюсера Кеннет Энгер.
- Кавер-версия исполнителя кантри — Билли «Креш» Креддока, известного среди своих поклонников, как «Мистер Кантри Рок» была записана в 1971 году и выпущена под лейблом Cartwheel. Кавер-версия Кредока стала одним из его наиболее успешных кантри-хитов.
- Кавер-версия песни панк-группы Plasmatics в 1979 года.
- Кавер-версия Глена Кэмпбелла и Тани Такер в 1980 года.
- Кавер-версия Рикки Нельсона 1986 года. Запись песни была сделана гораздо ранее: на студии Memphis Sessions в 1978-79.
- Кавер-версия американского хоррор-панк коллектива — «The Misfits» для их альбома 2003 года — «Project 1950».
- Кавер-версия британского певца Марка Алмонда вошла в его альбом 2007 года — Stardom Road.
- Кавер-версия Ivan and the Necrolytes для альбома — Some Place Dark.
- Запись песни Dream Lover также была сделалана Гленном Шорроком, бывшим ведущим австралийским исполнителем, входящим в состав группы Little River Band, в 1979 году.
- Кавер-версия поп-панк группы The Dollyrots в 2010 году.